# Guglielmo di Orange-Nassau
Guglielmo, Principe d'Orange (nome completo: Willem Nicolaas Alexander Frederik Karel Hendrik; L'Aia, 4 settembre 1840 – Parigi, 11 giugno 1879), fu l'erede apparente di suo padre Guglielmo III dei Paesi Bassi dal 17 marzo 1849 fino alla sua morte.

## Biografia
Guglielmo era il primogenito di Guglielmo III dei Paesi Bassi e della sua prima moglie, la principessa Sofia di Württemberg. Chiamato in famiglia Wiwill, per distinguerlo dalla pletora di consanguinei con il suo stesso nome, era alla nascita terzo in linea di successione al trono olandese, e diciassettesimo a quello inglese. Trentatré giorni dopo il bisnonno Guglielmo I dei Paesi Bassi abdicava dopo il Trattato di Londra, che riconosceva l'indipendenza del Belgio (precedentemente provincia del Regno Unito dei Paesi Bassi), potendo inoltre così sposare la nobildonna cattolica Enrichetta d'Oultremont. Nel 1849, alla morte del nonno Guglielmo II dei Paesi Bassi, diventava erede al trono.
Dopo il tentativo, fallito, di farlo fidanzare alla principessa Alice del Regno Unito, secondogenita della regina Vittoria e futura granduchessa d'Assia, il principe ereditario si innamorò della contessa Mathilde van Limburg-Stirum: la relazione fu subito ostacolata sia perché il matrimonio fra un membro della famiglia reale e un membro della nobiltà era disuguale e non accettabile (anche se i Limburg-Stirum erano stati Conti sovrani fino all'inizio del XIX secolo) sia perché, secondo i maligni, avendo avuto Guglielmo III una relazione con la madre di Mathilde, c'era il rischio che ella fosse sorellastra del principe ereditario.
Guglielmo allora se ne andò a Parigi (sperando che questo convincesse il padre a permettere le nozze o "aspettandosi" che l'eventuale morte dello stesso cambiasse la situazione), dove si abbandonò ad una vita fatta di sesso, alcool e gioco d'azzardo. Henriette Hauser, la sua amante parigina, gli diede il nomignolo di "Lemon" (le prince Citron in francese); e così i giornali scandalistici francesi per riferirsi a lui, invece di Principe d'Orange, lo chiamavano Principe di Lemon. Nel 1876 e 1877 il governo olandese cercò di mediare proponendo che il matrimonio fosse morganatico o, in subordine, che la questione dei diritti ereditari di eventuali figli della coppia fosse decisa solo dopo la morte di Guglielmo III. Il principe Guglielmo morì all'età di trentotto anni nel suo appartamento di rue Auber, vicino all'Opera di Parigi per una combinazione di tifo, problemi di fegato e totale esaurimento fisico. Il 26 giugno 1879 fu sepolto nella cripta reale nella Nieuwe Kerk a Delft: sulla sua bara c'era una corona di fiori dell'imperatrice Eugenia e una del Principe di Galles (futuro Edoardo VII del Regno Unito), suo compagno di avventure parigine. La sua mancata fidanzata Mathilde, pur rimanendo distante fisicamente essendo rimasta nei Paesi Bassi, gli rimase fedele fino alla morte e si sposò solo nel 1881 con uno dei numerosi corteggiatori trasferendosi poi in Inghilterra e fu antenata, tra l'altro, di Cara Delevingne. 
Dopo la sua morte suo fratello minore Alessandro divenne erede al trono e Principe d'Orange, ma morì nel 1884 senza figli e né i fratelli di Guglielmo III, i principi Enrico ed Alessandro di Orange-Nassau, né quello di Guglielmo II, il principe Federico d'Orange-Nassau avevano avuto eredi maschi diretti. Gli Stati Generali quindi dichiararono abrogata la legge salica, rendendo la sorellastra del defunto principe ereditario, la principessa Guglielmina erede al trono, su cui salì nel 1890 come Guglielmina dei Paesi Bassi.

## Titoli e trattamento
- 1840–1849: Sua Altezza Reale Principe Guglielmo dei Paesi Bassi, Principe di Orange-Nassau
- 1849–1879: Sua Altezza Reale Il Principe di Orange

## Ascendenza
|                               |                           |                                          | Genitori                                      |  |  | Nonni |  |  | Bisnonni                    |  |  | Trisnonni                    |  |
|                               |                           |                                          |                                               |  |  |       |  |  | Guglielmo I dei Paesi Bassi |  |  | Guglielmo V di Orange-Nassau |  |
|                               |                           |                                          |                                               |  |  |       |  |  | Guglielmo I dei Paesi Bassi |  |  | Guglielmo V di Orange-Nassau |  |
|                               |                           | Guglielmina di Prussia                   |                                               |  |  |       |  |  | Guglielmo I dei Paesi Bassi |  |  |                              |  |
| Guglielmo II dei Paesi Bassi  |                           |                                          |                                               |  |  |       |  |  | Guglielmo I dei Paesi Bassi |  |  |                              |  |
|                               |                           | Guglielmina di Prussia                   | Federico Guglielmo II di Prussia              |  |  |       |  |  |                             |  |  |                              |  |
|                               |                           | Guglielmina di Prussia                   | Federico Guglielmo II di Prussia              |  |  |       |  |  |                             |  |  |                              |  |
|                               |                           | Guglielmina di Prussia                   | Federica Luisa d'Assia-Darmstadt              |  |  |       |  |  |                             |  |  |                              |  |
| Guglielmo III dei Paesi Bassi |                           | Guglielmina di Prussia                   |                                               |  |  |       |  |  |                             |  |  |                              |  |
|                               |                           | Paolo I di Russia                        | Pietro III di Russia                          |  |  |       |  |  |                             |  |  |                              |  |
|                               |                           | Paolo I di Russia                        | Pietro III di Russia                          |  |  |       |  |  |                             |  |  |                              |  |
|                               |                           | Paolo I di Russia                        | Caterina II di Russia                         |  |  |       |  |  |                             |  |  |                              |  |
| Anna Pavlovna di Russia       |                           | Paolo I di Russia                        |                                               |  |  |       |  |  |                             |  |  |                              |  |
|                               |                           | Sofia Dorotea di Württemberg             | Federico II Eugenio, Duca di Württemberg      |  |  |       |  |  |                             |  |  |                              |  |
|                               |                           | Sofia Dorotea di Württemberg             | Federico II Eugenio, Duca di Württemberg      |  |  |       |  |  |                             |  |  |                              |  |
|                               |                           | Sofia Dorotea di Württemberg             | Federica Dorotea di Brandeburgo-Schwedt       |  |  |       |  |  |                             |  |  |                              |  |
| Guglielmo, Principe d'Orange  |                           | Sofia Dorotea di Württemberg             |                                               |  |  |       |  |  |                             |  |  |                              |  |
|                               | Federico I di Württemberg | Federico II Eugenio, Duca di Württemberg |                                               |  |  |       |  |  |                             |  |  |                              |  |
|                               | Federico I di Württemberg | Federico II Eugenio, Duca di Württemberg |                                               |  |  |       |  |  |                             |  |  |                              |  |
|                               | Federico I di Württemberg | Federica Dorotea di Brandeburgo-Schwedt  |                                               |  |  |       |  |  |                             |  |  |                              |  |
| Guglielmo I di Württemberg    | Federico I di Württemberg |                                          |                                               |  |  |       |  |  |                             |  |  |                              |  |
|                               |                           | Augusta di Brunswick-Wolfenbüttel        | Carlo Guglielmo Ferdinando, Duca di Brunswick |  |  |       |  |  |                             |  |  |                              |  |
|                               |                           | Augusta di Brunswick-Wolfenbüttel        | Carlo Guglielmo Ferdinando, Duca di Brunswick |  |  |       |  |  |                             |  |  |                              |  |
|                               |                           | Augusta di Brunswick-Wolfenbüttel        | Principessa Augusta di Gran Bretagna          |  |  |       |  |  |                             |  |  |                              |  |
| Sofia di Württemberg          |                           | Augusta di Brunswick-Wolfenbüttel        |                                               |  |  |       |  |  |                             |  |  |                              |  |
|                               |                           | Paolo I di Russia                        | Pietro III di Russia                          |  |  |       |  |  |                             |  |  |                              |  |
|                               |                           | Paolo I di Russia                        | Pietro III di Russia                          |  |  |       |  |  |                             |  |  |                              |  |
|                               |                           | Paolo I di Russia                        | Caterina II di Russia                         |  |  |       |  |  |                             |  |  |                              |  |
| Ekaterina Pavlovna di Russia  |                           | Paolo I di Russia                        |                                               |  |  |       |  |  |                             |  |  |                              |  |
|                               |                           | Sofia Dorotea di Württemberg             | Federico II Eugenio, Duca di Württemberg      |  |  |       |  |  |                             |  |  |                              |  |
|                               |                           | Sofia Dorotea di Württemberg             | Federico II Eugenio, Duca di Württemberg      |  |  |       |  |  |                             |  |  |                              |  |
|                               |                           | Sofia Dorotea di Württemberg             | Federica Dorotea di Brandeburgo-Schwedt       |  |  |       |  |  |                             |  |  |                              |  |
|                               |                           | Sofia Dorotea di Württemberg             |                                               |  |  |       |  |  |                             |  |  |                              |  |